# الحجلين (حضرموت)
الحجلين هي إحدى قرى الجمهورية اليمنية. وهي تتبع جغرافيًا لمحافظة حضرموت. وإداريًا لمديرية الضليعة. يبلغ تعداد سكانها 1010 نسمة حسب الإحصاء الذي أجري عام 2004.